# Fekete karácsony (film, 2019)
A Fekete karácsony (eredeti cím: Black Christmas) 2019-ben bemutatott amerikai film, amelyet Sophia Takal rendezett.
A forgatókönyvet Sophia Takal és April Wolfe. A producerei Jason Blum, Ben Cosgrove és Adam Hendricks. A főszerepekben Imogen Poots, Lily Donoghue, Aleyse Shannon
Brittany O'Grady és Caleb Eberhardt láthatók. A film zeneszerzői Will Blair és Brooke Blair. A film gyártója a Blumhouse Productions és Divide/Conquer, forgalmazója a Universal Pictures. Műfaja horrorfilm.
Amerikában 2019. december 13-án, Magyarországon 2019. december 12-én mutatták be a mozikban.

## Cselekmény
A horrorokra specializálódott Blumhouse legutóbb a Halloweent pörgette csúcsra a sorozat legnagyobb bevételt hozó filmjével, és most a műfaj egy másik klasszikusát turbózta fel a mai igényeknek megfelelően. A Hawthorne Főiskola az ünnepekre elcsendesedik. A diáklányokat egymás után öli meg a kampuszon egy ismeretlen tettes. De a gyilkos hamarosan ráébred, hogy ebben a generációban a fiatal nők nem hajlandók passzív áldozatok lenni, és készen állnak a végsőkig tartó küzdelemre. Idén decemberben eljön a Fekete karácsony, és lesz nagy meglepetés! A filmet Sophia Takal (Démonaink) rendezte az April Wolfe-fal közösen írt forgatókönyvből. A szereplők Imogen Poots (Green Room, The Art of Defense), Aleyse Shannon (Charmed), Brittany O’Grady (A csillag), Lily Donoghue (A Goldberg család, Szeplőtlen Jane) és Caleb Eberhardt.

## Szereplők
| Szereplő          | Színész          | Magyar hang        |
| ----------------- | ---------------- | ------------------ |
| Riley Stone       | Imogen Poots     | Gáspár Kata        |
| Kris              | Aleyse Shannon   | Szilágyi Csenge    |
| Marty             | Lily Donoghue    | Nagy Katica        |
| Jesse Bradford    | Brittany O'Grady | Mészáros Blanka    |
| Landon            | Caleb Eberhardt  | Novkov Máté        |
| Gelson professzor | Cary Elwes       | Rátóti Zoltán      |
| Helena            | Madeleine Adams  | Mentes Júlia       |
| Phil McIllaney    | Ben Black        | Moser Károly       |
| Nate              | Simon Mead       | Dér Zsolt          |
| Fran              | Nathalie Morris  | Gyöngy Zsuzsa      |
| Oona              | Zoë Robins       | Bogdányi Titanilla |
| Brian Huntley     | Ryan McIntyre    | Hajdu Tibor        |
| Gil               | Mark Neilson     | Törköly Levente    |
| Lindsay           | Lucy Currey      | Pekár Adrienn      |
| Terri             | TBA              | Laudon Andrea      |
| Mrs. Rittenhouse  | TBA              | Orosz Anna         |